# Škoda 109E
Škoda 109E — четырёхосный электровоз производства чешской компании Škoda Transportation. Данная серия также известна под общим названием  Эмиль Затопек (чеш. Emil Zátopek). Два первых локомотива (прототипы) были построены в июле 2008 года, в том же году производство продолжилось. Имеет исполнения для раличных операторов: České dráhy (ČD, Чехия), Železničná spoločnosť Slovensko (ZSSK, Словакия) и DB Regio — дочерней компании оператора Deutsche Bahn (DB, Германия).

## История создания и выпуска

### Предпосылки к появлению
В 2002 году ČD приняли решение заказать двадцать новых трёхсистемных локомотивов. В марте 2003 года завершился тендер, в котором участвовали концерн Siemens (с электровозом типа ES64U4-C, также известным как Taurus, и компания Škoda Transportation в сотрудничестве с французским производителем Bombardier Transportation. Однако ČD не были удовлетворены поданными заявками. Было принято решение о проведении второго тура тендера.
Siemens и Škoda Dopravní Technika (на этот раз отдельно от Škoda Transportation) снова приняли участие. После того, как чешская компания выиграла с обновленным заводским типом 109E, благодаря более низкой цене при достаточно высоком технологическом уровне, в апреле 2004 года ČD заказала двадцать локомотивов этого типа.

### Прототипы ČD 380 (тип 109E0)
Постройка первого и второго образцов (прототипов, заводского типа 109E0), получивших номера 001 и 002 (заводские номера 9430 и 9431 соответственно), была завершена в июле 2008 года; 24 июля первый прототип вышел на заводские испытания.

### ČD 380 (тип 109E1)
Серийная версия для Чехии. Нумерация продолжилась (после прототипов с номерами 001 и 002, в 2008 году был построен первый образец ČD 380 типа 109E1, получивший номер 003). Далее производство продолжалось до февраля 2010 года. Всего выпущено 18 локомотивов этой модификации (номера от 003 до 020 включительно). Заводские номера также продолжились от номеров прототипов (от 9432 до 9449 соответственно).

### ZSSK 381 (тип 109E2)
Версия для Словакии. Одно из основных отличий от предыдущих версий — сниженная до значения 160 км/ч максимальная скорость. Всего построено два локомотива, получивших номера 001 и 002 (заводские номера 9791 и 9792 соответственно). Постройка обоих электровозов завершилась в сентябре 2011 года.

### DB 102 (тип 109E3)
Версия для Германии. Одно из основных отличий от версий для Чехии и Словакии — исполнение только под одну систему питания переменного тока (напряжение 15 кВ, частота 16,7 Гц). Известно о постройке шести локомотивов этого типа, которые поставлялись с шестивагонными сцепами, предназначенными для формирования поездов категории «тяни-толкай» (англ. Push-Pull). Локомотивы получили номера от 001 до 006 включительно (заводские номера соответственно от 9793 до 9795 и от 9994 до 9996). Все шесть локомотивов были готовы в 2016 году.

### Переговоры с УЗ
В 2012 году велись переговоры о поставке 30 электровозов для железных дорог Украины, которые могли быть использованы, например, на маршрутах Киев — Харьков — Купянск, Киев — Днепропетровск и Киев — Лозовая — Донецк. Договор на поставку планировалось подписать в начале июля того же года. Однако, по состоянию на 2025 год, ни одного локомотива этого семейства для УЗ не поставлено; сведений о разработке не обнаружено.

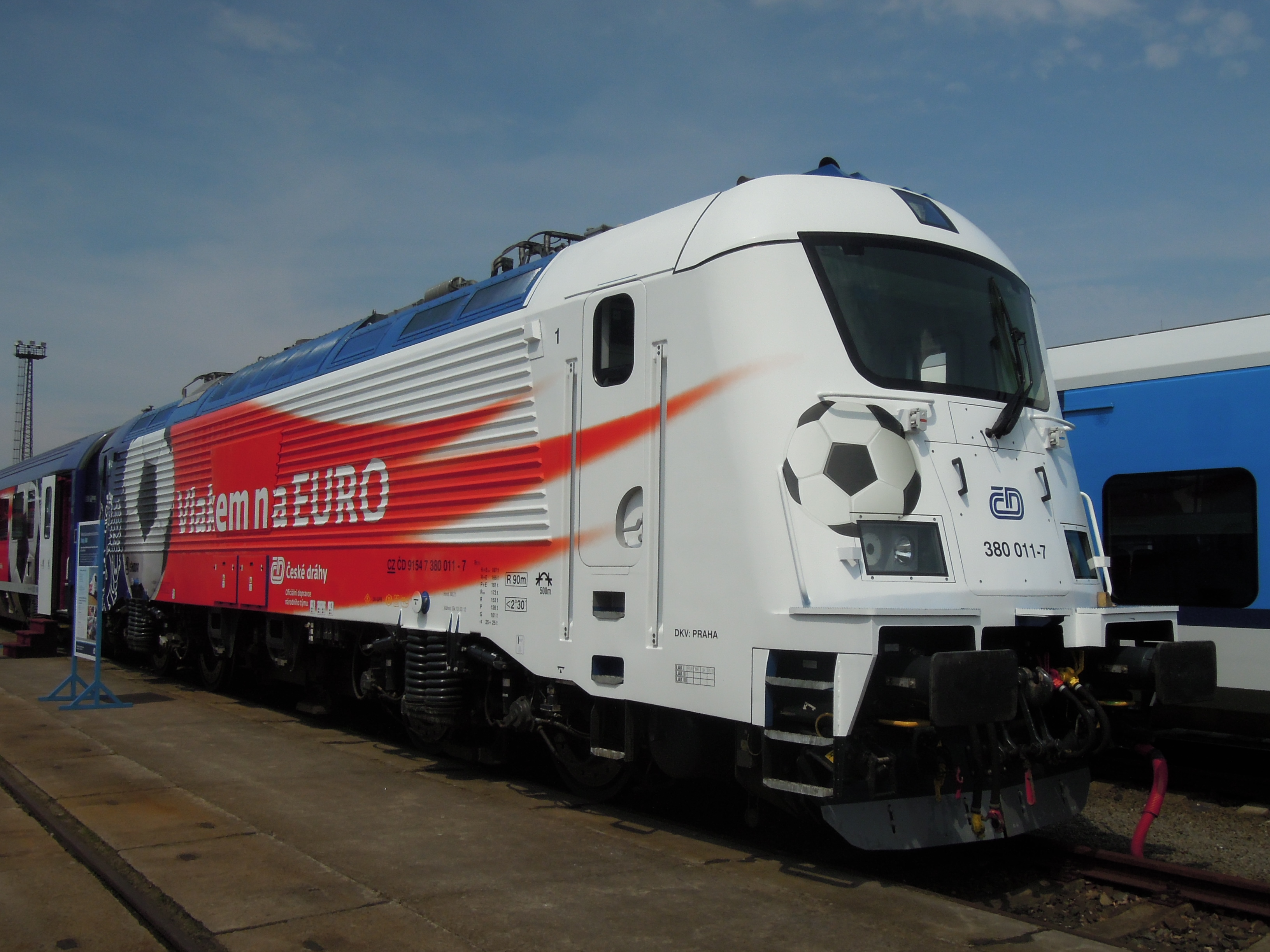
ČD 380 011-7
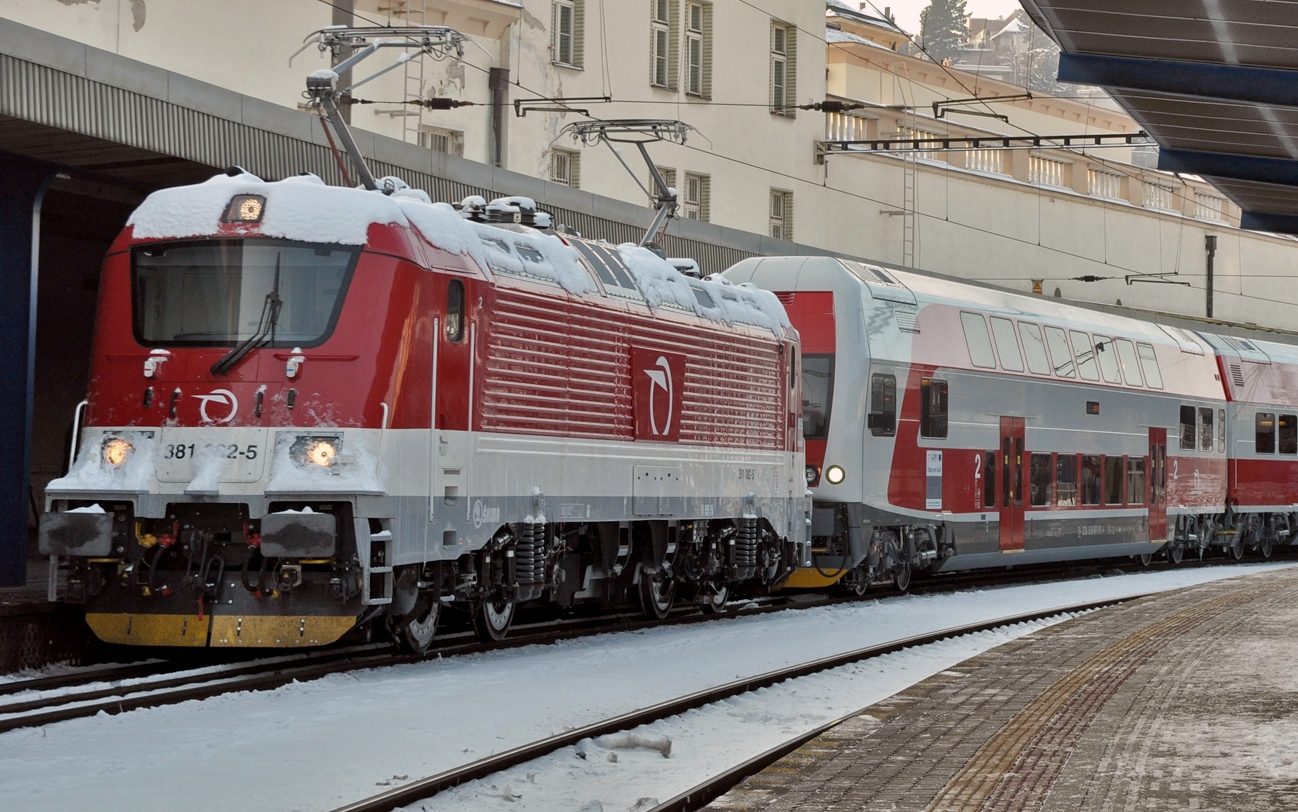
ZSSK 002-5
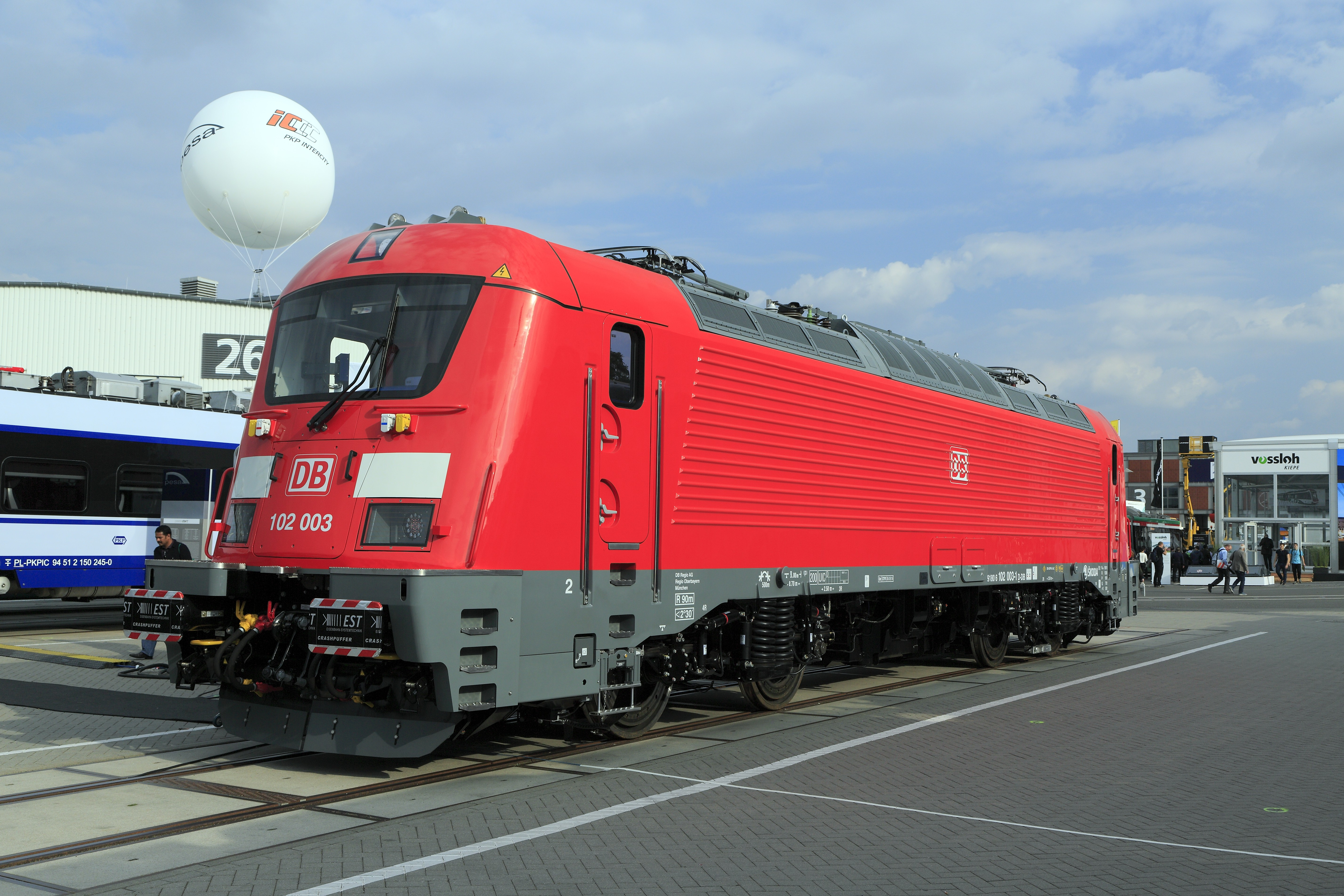
DB 102 003

## Технические характеристики
Основные параметры электровозов Škoda 109E:
| Параметр                                               | ČD 380 (109E0, 109E1)              | ZSSK 381 (109E2)                   | DB 102 (109E3) |
| ------------------------------------------------------ | ---------------------------------- | ---------------------------------- | -------------- |
| Напряжение, кВ, и род тока (частота) в контактной сети | 3 кВ 25 кВ (50 Гц) 15 кВ (16,7 Гц) | 3 кВ 25 кВ (50 Гц) 15 кВ (16,7 Гц) | 15 кВ 16,7 Гц  |
| Длина (по буферам), м                                  | 18 000                             | 18 000                             | 18 000         |
| Ширина, м                                              | 3080                               | 3080                               | 3080           |
| Ширина колеи, мм                                       | 1435                               | 1435                               | 1435           |
| Сила тяги длительного режима, кН                       | 220                                | 220                                | 220            |
| Сила тяги при трогании с места, кН                     | 275                                | 275                                | 275            |
| Максимальная скорость, км/ч                            | 200                                | 160                                | 200            |
| Мощность длительного режима, кВт                       | 6400                               | 6400                               | 6400           |
| Полный служебный вес, тс                               | 88                                 | 88                                 | 88             |

## Эксплуатация
Первую поездку с пассажирами локомотив «Эмиль Затопек» совершил 16 декабря 2010 года. Он провёл поезд из Праги в Бржецлав.